# Dmitriy Gaag
Dmitriy Gaag né le 20 mars 1971 à Karaganda, est un triathlète kazakh.

## Biographie
Champion du monde en 1999, il remporte également deux coupes du monde en 2000 et 2004.

## Palmarès
Le tableau présente les résultats les plus significatifs (podium) obtenus sur le circuit international de triathlon depuis 1996.
| Année | Compétition                                | Pays         | Position | Temps           |
| ----- | ------------------------------------------ | ------------ | -------- | --------------- |
| 2005  | Coupe du monde - l'étape de Tiszaújváros   | Hongrie      |          | 1 h 45 min 52 s |
| 2004  | Coupe du monde - Classement Général        |              |          |                 |
| 2004  | Coupe du monde - l'étape de Tongyeong      | Corée du Sud |          | 1 h 50 min 27 s |
| 2004  | Coupe du monde - l'étape de Gamagori       | Japon        |          | 1 h 58 min 10 s |
| 2004  | Coupe du monde - l'étape de Mazatlán       | Mexique      |          | 1 h 50 min 36 s |
| 2004  | Coupe du monde - l'étape d'Ishigaki        | Japon        |          | 1 h 48 min 51 s |
| 2004  | Championnat du monde                       | Portugal     |          | 1 h 41 min 17 s |
| 2003  | Coupe d'Europe - l'étape d'Alanya          | Turquie      |          | 1 h 51 min 37 s |
| 2003  | Coupe du monde - l'étape de Tiszaújváros   | Hongrie      |          | 1 h 46 min 40 s |
| 2002  | Coupe d'Europe - l'étape d'Alanya          | Turquie      |          | 1 h 46 min 0 s  |
| 2001  | Coupe du monde - l'étape de Tiszaújváros   | Hongrie      |          | 1 h 44 min 29 s |
| 2000  | Coupe du monde - Classement Général        |              |          |                 |
| 2000  | Coupe du monde - l'étape de Rio de Janeiro | Brésil       |          | 1 h 44 min 30 s |
| 1999  | Championnat du monde                       | Canada       |          | 1 h 45 min 25 s |
| 1999  | Coupe du monde - Classement Général        |              |          |                 |
| 1999  | Coupe du monde - l'étape de Lausanne       | Suisse       |          | 1 h 57 min 30 s |
| 1998  | Coupe du monde - Classement Général        |              |          |                 |
| 1998  | Coupe du monde - l'étape de Tiszaújváros   | Hongrie      |          | 1 h 48 min 52 s |
| 1998  | Coupe du monde - l'étape de Gamagori       | Japon        |          | 1 h 49 min 3 s  |
| 1997  | Coupe du monde - l'étape de Monte-Carlo    | Monaco       |          | 1 h 56 min 45 s |
| 1997  | Coupe du monde - l'étape de Cancún         | Mexique      |          | 1 h 49 min 36 s |
| 1996  | Coupe du monde - l'étape d'Hamilton        | Bermudes     |          | 1 h 39 min 41 s |